# Nom de code : Jaguar
Pour plus de détails, voir Fiche technique et Distribution.
Nom de code : Jaguar (Jaguar Lives!) est un film d'action américain réalisé par Ernest Pintoff, sorti en 1979.

## Synopsis
Agent secret et expert en karaté, appartenant à un groupe de tueurs expérimentés nommés "The Big Cats", Jonathan Ross opère sous le nom de code de "Jaguar". Grièvement blessé en mission, lors d'une explosion qui coûte la vie à son partenaire, Bret Barrett alias "Cougar", et écœuré par sa mort, Jaguar se retire du service dans une ferme du Colorado que dirige Sensei. L'agent Anna Thompson l'y rejoint avec l'ordre de briser cette bande de mystérieux criminels responsables de la mort de Bret. Face aux nombreux assassinats d'hommes politiques dans le monde entier, Jaguar décide de mettre fin à sa retraite. Avec l'aide du père et du frère de Bret, Jaguar fait évader l'un des membres de la bande de la prison de Ell Habbad. Il suit alors sa piste, qui le conduit jusqu'à la République de Santa Fortuna et découvre un réseau international de trafic de drogue dirigé par "Les Tueurs du Roi". L'agent secret va donc détruire l'un après l'autre les maillons de la terrible organisation, rien que par sa science du karaté... 

## Fiche technique
- Titre original : Jaguar Lives!
- Titre français : Nom de code : Jaguar
- Réalisation : Ernest Pintoff
- Scénario : Yabo Yablonsky
- Montage : Angelo Ross
- Musique : Robert O. Ragland
- Photographie : John Cabrera
- Production : Derek Gibson, Sandy Howard et Fred Weintraub
- Sociétés de production : Jaguar Productions (V) et Films Internacionales (FISA)
- Société de distribution : American International Pictures (AIP)
- Pays d'origine :  États-Unis
- Format : couleur
- Genre : action et espionnage
- Durée : 96 minutes
- Date de sortie : 
  -  États-Unis : novembre 1979
- Affiche : Vanni Tealdi (France)

## Distribution
- Joe Lewis : Jonathan "Jaguar" Ross
- Christopher Lee : Adam Caine
- Donald Pleasence : général Villanova
- Barbara Bach : Anna Thompson
- Capucine : Zina Vinacore
- Joseph Wiseman : Ben Ashir
- Woody Strode : Sensei
- John Huston : Ralph Richards
- Gabriel Melgar : Ahmed
- Anthony De Longis : Bret Barrett
- Sally Faulkner : Terry
- Gail Grainger : Consuela
- Anthony Heaton : Coblintz
- Luis Prendes : Habish
- Simón Andreu : Petrie